# Sociedad Deportiva Compostela
La Sociedad Deportiva Compostela è una società calcistica spagnola con sede nella città di Santiago di Compostela, in Galizia. È stata fondata nel 1928 da Ramon Castromil con il nome di Compostela Football Club.
Gioca nella Segunda División RFEF, la quarta serie del campionato spagnolo. La storia del club ha avuto diversi alti e bassi sin dalla sua fondazione, ci sono stati diversi fallimenti e rinascite fino ad arrivare alla società di oggi con il nome di Sociedad Deportiva Compostela, nome storico del club, che ritornò dopo l'ultima rinascita nel 2006.

## Stadio
Lo Stadio San Lázaro, ufficialmente Multiusos Estadio de San Lázaro, è lo stadio di calcio di Santiago di Compostela, in Spagna. Lo stadio è stato intitolato a Veronica Boquete.
Ha una capacità di 16.666 spettatori è di forma ovale, ha il campo circondato da una pista di atletica.
La sua inaugurazione è avvenuta il 24 giugno 1993, con la disputa di un quadrangolare a cui presero parte gli spagnoli del Deportivo La Coruna e del Tenerife, gli argentini del River Plate e i brasiliani del San Paolo. La prima partita tra Deportivo e River è stata decisa dal gol di Bebeto, che è così diventato il primo marcatore del nuovo stadio.

## Tornei nazionali
- 1ª División: 4 stagioni
- 2ª División: 7 stagioni
- 2ª División B: 11 stagioni
- 3ª División: 17 stagioni

## Stagioni
| Stagione | Categoria | Posizione | Coppa del Re |
| -------- | --------- | --------- | ------------ |
| 1962/63  | Cat. reg. | —         |              |
| 1963/64  | 3ª        | 1°        | -            |
| 1964/65  | 3ª        | 2°        | -            |
| 1965/66  | 3ª        | 4°        | -            |
| 1966/67  | 3ª        | 3°        | -            |
| 1967/68  | 3ª        | 2°        | -            |
| 1968/69  | 3ª        | 3°        | -            |
| 1969/70  | 3ª        | 10°       | 2º turno     |
| 1970/71  | Cat. reg. | —         |              |
| 1971/72  | 3ª        | 11°       | 1º turno     |
| 1972/73  | 3ª        | 18°       | 2º turno     |
| 1973/74  | Cat. reg. | —         |              |
| 1974/75  | Cat. reg. | —         |              |
| 1975/76  | Cat. reg. | —         |              |
| 1976/77  | 3ª        | 9°        | 2º turno     |
| 1977-78  | 2ªB       | 18°       | 1º turno     |
| 1978/79  | 3ª        | 12°       | 1º turno     |

| Stagione | Categoria | Posizione | Coppa del Re |
| -------- | --------- | --------- | ------------ |
| 1979/80  | 3ª        | 1°        | 3º turno     |
| 1980/81  | 2ªB       | 7°        | 2º turno     |
| 1981/82  | 2ªB       | 15°       | 2º turno     |
| 1982/83  | 2ªB       | 11°       | -            |
| 1983/84  | 2ªB       | 14°       | 1º turno     |
| 1984/85  | 2ªB       | 15°       | -            |
| 1985/86  | 2ªB       | 18°       | -            |
| 1986/87  | 3ª        | 6°        | -            |
| 1987/88  | 3ª        | 4°        | 1º turno     |
| 1988/89  | 3ª        | 3°        | -            |
| 1989/90  | 3ª        | 1°        | -            |
| 1990/91  | 2ªB       | 3°        | 3º turno     |
| 1991/92  | 2ª        | 8°        | 5º turno     |
| 1992/93  | 2ª        | 12°       | 5º turno     |
| 1993/94  | 2ª        | 3°        | 4º turno     |
| 1994/95  | 1ª        | 16°       | 4º turno     |
| 1995/96  | 1ª        | 10°       | 1/8 fin.     |

| Stagione | Categoria  | Posizione | Coppa del Re |
| -------- | ---------- | --------- | ------------ |
| 1996/97  | 1ª         | 11°       | 1/8 fin.     |
| 1997/98  | 1ª         | 17°       | 3º turno     |
| 1998/99  | 2ª         | 8°        | 2º turno     |
| 1999/00  | 2ª         | 18°       | 1/4 fin.     |
| 2000/01  | 2ª         | 19°       | 3º turno     |
| 2001/02  | 2ªB        | 3°        | 1º turno     |
| 2002/03  | 2ª         | 9°        | 1º turno     |
| 2003/04  | 2ªB        | 19°       | 2º turno     |
| 2004/05  | Cat. reg.  | —         |              |
| 2005/06  | Cat. reg.  | 14°       |              |
| 2006/07  | Preferente | 3°        |              |
| 2007/08  | Preferente | 1°        |              |
| 2008/09  | 3ª         | 1°        |              |
| 2009/10  | 2ªB        | 20°       |              |
| 2010/11  | Preferente | 8°        |              |
| 2011/12  | Preferente | -         |              |

## Palmarès

### Competizioni nazionali
- Tercera División: 4

1963-1964, 1979-1980, 1989-1990, 2008-2009

### Altri piazzamenti
- Segunda División:

Terzo posto: 1993-1994
- Segunda División B:

Terzo posto: 1990-1991 (gruppo I), 2001-2002 (gruppo I)
- Copa Federación de España:

Finalista: 2024

## Rosa 2020-2021
Aggiornata al 6 aprile 2021.
| N. |                    | Ruolo | Calciatore      |
| -- | ------------------ | ----- | --------------- |
| 1  | Uruguay (bandiera) | P     | Pato Guillén    |
| 2  | Spagna (bandiera)  | D     | Cesáreo Seoane  |
| 3  | Spagna (bandiera)  | D     | Sergio Pereira  |
| 4  | Spagna (bandiera)  | D     | Álvaro Casas    |
| 5  | Spagna (bandiera)  | C     | Bicho           |
| 6  | Spagna (bandiera)  | D     | David Soto      |
| 7  | Spagna (bandiera)  | A     | Miki            |
| 8  | Spagna (bandiera)  | C     | Roberto Baleato |
| 9  | Spagna (bandiera)  | A     | Primo           |
| 10 | Spagna (bandiera)  | C     | Josiño          |
| 11 | Spagna (bandiera)  | C     | Jimmy           |

| N. |                      | Ruolo | Calciatore       |
| -- | -------------------- | ----- | ---------------- |
| 13 | Spagna (bandiera)    | P     | Borja Rey        |
| 14 | Spagna (bandiera)    | C     | Samuel Rodríguez |
| 15 | Spagna (bandiera)    | C     | Joel López       |
| 16 | Argentina (bandiera) | D     | Matías Vesprini  |
| 17 | Spagna (bandiera)    | C     | Gabri Palmás     |
| 18 | Spagna (bandiera)    | C     | Brais Abelenda   |
| 19 | Spagna (bandiera)    | D     | Guillermo Torres |
| 20 | Spagna (bandiera)    | A     | Hugo Sanmartín   |
| 21 | Spagna (bandiera)    | C     | Pablo Antas      |
| 22 | Argentina (bandiera) | C     | Juampa           |